# Stora und Lilla Harriesten

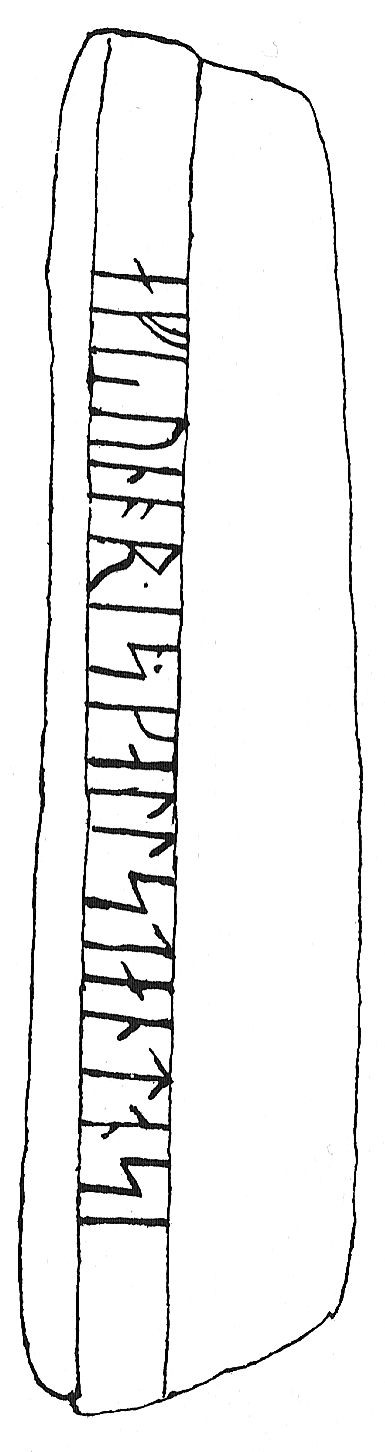
Lilla Harriesten nach Nils Wessman 1740

Stora und Lilla Harriesten (No. DR 323 und DR 324) sind zwei Runensteine nördlich von Lund in Schonen in Schweden.
Der Lilla Harriesten ist ein verloren gegangener Runenstein, der 1740 von Nils Wessman (1712–1763) abgebildet wurde. Der Stein stand auf einem Hügel in dem Graben zwischen Lilla Harrie und Virke. Da der Hügel die Feldarbeit behinderte, wurden Stein und Hügel im 19. Jahrhundert entfernt und der Stein ging verloren.

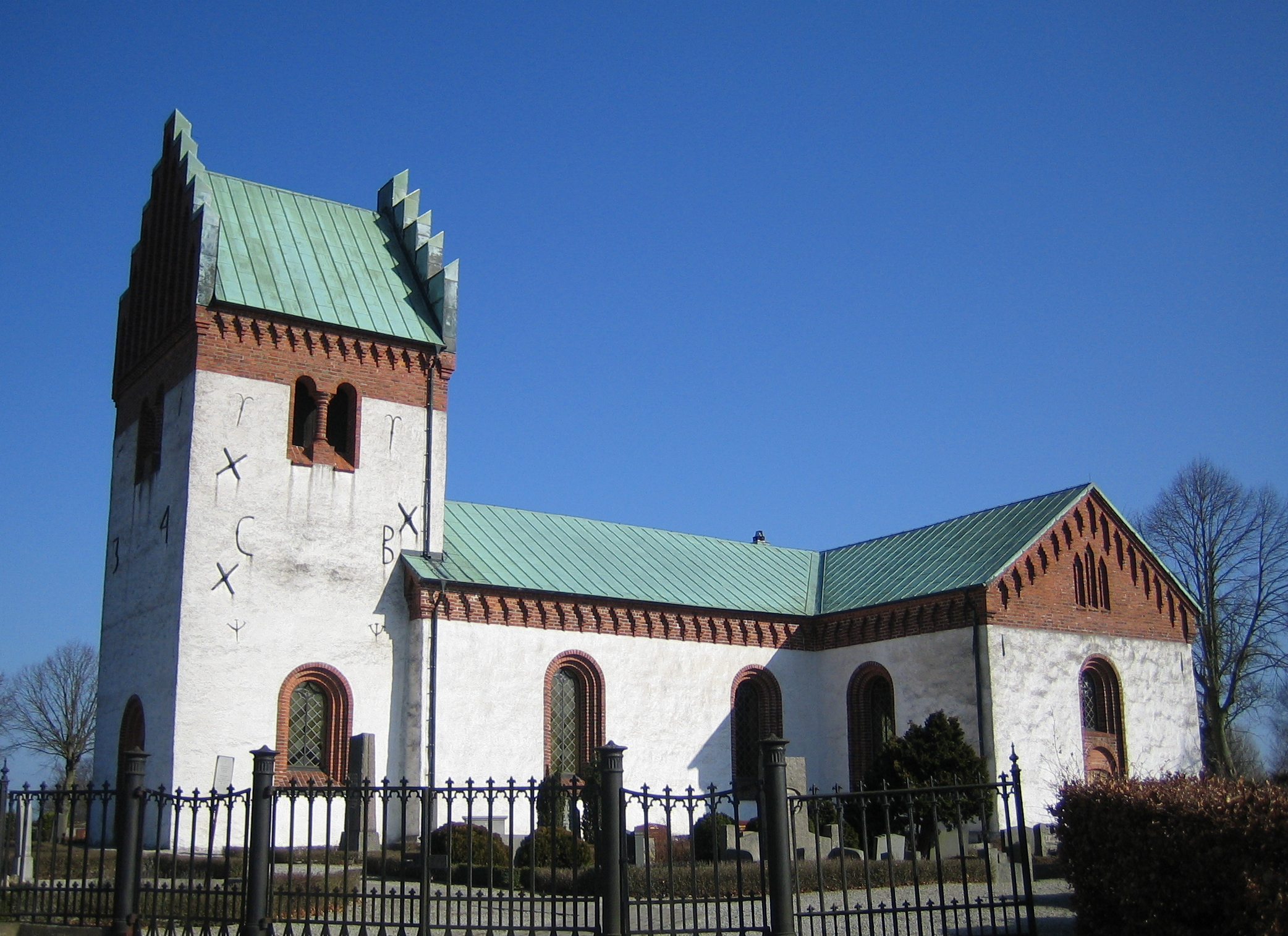
Kirche von Stora Harrie

Der Stora Harriesten (RAÄ-nr. Stora Harrie 2:1) ist ein Runensteinfragmente, das im Jahr 1851 oder 1861 im Kirchenboden entdeckt wurde und später in der südlichen, langen Wand unter der Orgelempore der Kirche von Stora Harrie eingemauert wurde.